# Герои Сибири
«Герои Сибири» (пол. Bohaterowie Sybiru) — польский черно-белый художественный фильм, снятый в 1936 году режиссёром Михалом Вашиньским.

## Сюжет
Конец 1918 года в Сибири. До поляков — военнопленных солдат австрийской армии, живущих в маленькой русской деревушке, в ноябре 1918 доходят слухи о том, что Польша добилась независимости. В соседнем городе формируются отряды польской армии. Поляков охватывает небывалый патриотический энтузиазм.
Россия охвачена гражданской войной, везде идут бои между «белыми» и «красными». В городке организован польский военный отряд, с оружием в руках бойцы отправляются пешком через степь к железнодорожной станции Барнаул, чтобы оттуда по железной дороге добраться до Новониколаевска, где находится польский военный штаб. Вместе с солдатам идет внучка польского повстанца 1863 года, жена поручика Янина (Кристина Анквич) и её дочь Софи.
Во время одной из остановок из-за снежной бури, проводники-киргизы (казахи) грабят отряд, оставив его без провианта. Голодные, на пределе сил, поляки добираются до железнодорожной линии, на которой стоит поезд «красных». Благодаря хитрости, отряд захватывает его и отправляется в путь. Но большевики догоняют беглецов. Для спасения соотечественников, ценой своей жизни, польский сержант Владек взрывает расположенный рядом склад с боеприпасами, что дает возможность оторваться от преследователей.
Отряд все же добирается до Новониколаевска и вливается в 5-ю дивизию польских стрелков. Сформированная дивизия отправляется в сторону Польши для защиты её независимости.

## В ролях
- Адам Бродзиш — поручик Стефан Винярский
- Кристина Анквич — Янина, жена поручика
- Евгениуш Бодо — польский сержант Владек
- Казимеж Юноша-Стемповский — русский гвардейский офицер царской армии
- Мечислав Цибульский — Роман Клосевич, русский студент
- Станислав Гролицкий — Старый, солдат
- Феликс Хмурковский — инженер Лисицкий, охотник
- Ян Курнакович – Стёпа